# André Masson
André-Aimé-René Masson (4 de gener de 1896, 28 d'octubre de 1987) va ser un artista francès.
Masson va néixer a Balagny-sur-Thérain, Oise, però va créixer a Bèlgica. Va començar els seus estudis d'art a l'edat d'onze anys a Brussel·les, a l'Académie Royale des Beaux-Arts de Brussel·les sota el guiatge de Constant Montald, i més tard va estudiar a París. Va lluitar per França durant Primera Guerra Mundial i va ser ferit seriosament. Masson va experimentar amb va alterar estats de consciència amb artistes com Antonin Artaud, Michel Leiris, Joan Miró, Georges Bataille, Jean Dubuffet, i Georges Malkine, qui eren els seus veïns d'estudi a París.